# Quercus pongtungensis
Quercus pongtungensis är en bokväxtart som beskrevs av Homiki Uyeki. Quercus pongtungensis ingår i släktet ekar, och familjen bokväxter. Inga underarter finns listade.